# 4808 Ballaero
4808 Ballaero (1925 BA) là một tiểu hành tinh vành đai chính được phát hiện ngày 21 tháng 1 năm 1925 bởi K. Reinmuth ở Heidelberg.